# Andrew Pickens (guvernör)
Andrew Pickens, född 13 december 1779 i nuvarande Edgefield County i South Carolina, död 1 juli 1838 i Pontotoc i Mississippi, var en amerikansk politiker (demokrat-republikan). Han var South Carolinas guvernör 1816–1818. Fadern Andrew Pickens var ledamot av USA:s representanthus 1793–1795 och sonen Francis Wilkinson Pickens representanthusledamot 1834–1843 samt South Carolinas guvernör 1860–1862.
Pickens deltog i försvaret av Charleston som överstelöjtnant i 1812 års krig och var verksam som plantageägare.
Pickens efterträdde 1816 David Rogerson Williams som South Carolinas guvernör och efterträddes 1818 av John Geddes.
Pickens avled 1838 och hans gravplats finns i Pickens County i South Carolina.